# P.E.N. Skov
Peter Elvig Nielsen Skov (6. august 1904 i Mårslet – 1. april 1987) var DSBs generaldirektør 1955-1970.
Han var søn af gårdejer Søren Skov (død 1929) og hustru Marie f. Kristensen (død 1935). Skov var trafikuddannet i DSB, idet han blev ansat som trafikelev 1920 og avancerede til trafikassistent 1926, overassistent 1934, trafikkontrollør 1938, trafikinspektør 1942, kontorchef i Generaldirektoratet 1946 og distriktschef for 2. distrikt 1954. Fra at være chef for DSBs 2. distrikt i Århus blev han udnævnt til generaldirektør. Perioden blev præget af overgangen fra damp- til dieseldrift og begyndende indførelse af fjernstyring af sikringsanlæggene. I denne periode kom også overfarten Halsskov-Knudshoved, Fugleflugtslinjen og Kalundborg-Århus-ruten. Endelig indførtes en ny generation af lyntog.
Det menes, at det var Skov, der fostrede ideen om et jernbanemuseum (i Odense).
Han var Kommandør af 1. grad af Dannebrog.
Gift 29. juni 1927 med Alice, f. 16. september 1903 i Fredericia, datter af bogtrykker Magnus Sørensen (død 1930) og hustru Elisabeth f. Mikkelsen (død 1961).